# جزیره بوسوانگا
جزیره بوسوانگا (انگلیسی: Busuanga Island) یکی از جزایر کشور فیلیپین است. این جزیره پانزدهمین جزیره بزرگ این کشور است و در جزایر کالامیان در استان پالاوان قرار دارد.